# Black Mirror
Black Mirror (en español: Espejo Negro) es una serie de televisión antológica británica de ciencia ficción distópica/costumbrista creada por Charlie Brooker en 2011.
Descrita por su productora como «un híbrido de The Twilight Zone y Relatos de lo inesperado que se nutre del malestar contemporáneo sobre nuestro mundo moderno», la serie se caracteriza por presentar relatos autoconclusivos, algunos con una ambientación distópica, escenarios postapocalípticos, otros presentan una sátira, una trama de fantasía, una realidad alternativa, sociedades orwellianas o incluso ambientados en una utopía, mostrando generalmente un sentimiento de «tecno-paranoia» y, en gran parte, cómo la tecnología afecta al ser humano.
En cuanto al contenido del programa y la estructura, Brooker ha declarado: «cada episodio tiene un tono diferente, un entorno diferente, incluso una realidad diferente, pero todos son acerca de la forma en que vivimos ahora, y la forma en la que podríamos estar viviendo en 10 minutos si somos torpes».

## Historia
Charlie Brooker indicó en entrevistas previas al lanzamiento de la serie que el objetivo de la misma es alertar, mediante el uso de fábulas distópicas, sobre los peligros a que la dependencia tecnológica puede abocar al ser humano. Por ello cada capítulo se centra en un aspecto concreto, la trama es autoconclusiva en cada episodio y no existe hilo conductor entre los diferentes episodios. Gracias a ello, aunque a lo largo de su emisión han variado los directores, intérpretes, tramas, tonos, entornos o realidades sugeridas, se considera que el universo de Black Mirror es consistente.

"Si la tecnología es una droga -y se siente como tal- entonces, ¿cuáles son los efectos secundarios?. Esta área, entre el placer y el malestar, es donde Black Mirror, mi nueva serie, está establecida. El «espejo negro» del título es lo que usted encontrará en cada pared, en cada escritorio, en la palma de cada mano: la pantalla fría y brillante de un televisor, un monitor o un teléfono inteligente".
Charlie Brooker (2011) 

### Etapa en Channel 4 (2011-2014)
Su primera temporada, de tres episodios, se emitió en diciembre de 2011 a través del canal de televisión público británico Channel 4 caracterizado por ofrecer contenidos más alternativos que otras emisoras públicas británicas como BBC. El primero de sus episodios, The National Anthem, se describió como «una parábola retorcida en la era de Twitter» y marca el estilo general de la obra. La temporada se completó con Fifteen Million Merits y The Entire History of You.
La serie se lanzó en DVD y casete grande el 27 de febrero de 2012. También en esa misma fecha, se anunció la segunda temporada, la cual sería estrenada el 11 de febrero de 2013. Al igual que la primera temporada está integrada por tres episodios: Be Right Back, White Bear y The Waldo Moment.
El 9 de enero de 2014 Charlie Brooker anunció que la serie tendría una tercera temporada, confirmando que contaría con al menos dos episodios. Sin embargo, el especial navideño de 90 minutos, titulado White Christmas protagonizado por Jon Hamm, Oona Chaplin y Rafe Spall fue la última de las producciones de la serie que se estrenó, el 16 de diciembre de 2014, en Channel 4.

### Etapa en Netflix (2016-presente)
El 24 de septiembre de 2015 se dio a conocer que Netflix se hizo con los derechos de la serie y encargó la elaboración de 12 capítulos. Siguiendo la planificación habitual en la plataforma de streaming todos los capítulos de cada temporada se estrenan simultáneamente, a diferencia de la programación convencional de un canal de televisión que estrena los episodios semanalmente.
La tercera temporada fue estrenada el 21 de octubre de 2016 en Netflix y consta de 6 capítulos: Nosedive, Playtest, Shut Up and Dance, San Junipero, Men Against Fire y Hated in the Nation.
La cuarta temporada, enteramente escrita por Brooker excepto USS Callister coescrito con William Bridges, al igual que su antecesora consta de 6 capítulos y se estrenó el 29 de diciembre de 2017 en Netflix y apuesta por un mayor público con el éxito de las entregas previas. La temporada incluye los episodios: USS Callister, Arkangel, Crocodile, Hang the DJ, Metalhead y Black Museum.
El 28 de diciembre de 2018 se estrenó un largometraje interactivo, titulado Black Mirror: Bandersnatch, que se caracteriza por incluir varios finales. Ambientado en un entorno de videojuegos en los años 80 la trama se desarrolla conforme a las elecciones del espectador.
La quinta temporada, estrenada el 5 de junio de 2019, incluye la participación de actores como Anthony Mackie, Andrew Scott y Miley Cyrus. Contiene tres capítulos: Striking Vipers, Smithereens y Rachel, Jack and Ashley Too.
El 15 de junio de 2023 se estrenó la sexta temporada con 5 episodios nuevos que incluye la participación de actores tales como Salma Hayek, Aaron Paul, Josh Harnett, Kate Mara, entre otros. Los capítulos llevan los nombres de Joan is Awful, Loch Henry, Beyond the Sea, Mazey Day y Demon 79. En noviembre de 2023, la serie fue renovada por una séptima temporada.

## Críticas
La serie ha recibido críticas positivas desde su lanzamiento en 2011. También ha visto un aumento en el interés internacional, particularmente en Estados Unidos, tras su incorporación al catálogo de series de Netflix.
A lo largo de su trayectoria ha recibido dos Premios Emmy (en 2017 por el cuarto episodio de la tercera temporada, San Junipero y en 2018 por el primer episodio de la cuarta temporada USS Callister), Premios Bafta (en 2017 por San Junipero) o nominaciones a los Premios Hugo.

## Episodios
| Temporada | Temporada | Episodios | Episodios | Lanzamiento original    | Lanzamiento original    | Lanzamiento original |
| Temporada | Temporada | Episodios | Episodios | Primera emisión         | Última emisión          | Cadena               |
| --------- | --------- | --------- | --------- | ----------------------- | ----------------------- | -------------------- |
|           | 1         | 3         | 3         | 4 de diciembre de 2011  | 18 de diciembre de 2011 | Channel 4            |
|           | 2         | 3         | 3         | 11 de febrero de 2013   | 25 de febrero de 2013   | Channel 4            |
|           | Especial  | Especial  | Especial  | 16 de diciembre de 2014 | 16 de diciembre de 2014 | Channel 4            |
|           | 3         | 6         | 6         | 21 de octubre de 2016   | 21 de octubre de 2016   | Netflix              |
|           | 4         | 6         | 6         | 29 de diciembre de 2017 | 29 de diciembre de 2017 | Netflix              |
|           | Película  | Película  | Película  | 28 de diciembre de 2018 | 28 de diciembre de 2018 | Netflix              |
|           | 5         | 3         | 3         | 5 de junio de 2019      | 5 de junio de 2019      | Netflix              |
|           | 6         | 5         | 5         | 15 de junio de 2023     | 15 de junio de 2023     | Netflix              |
|           | 7         | 6         | 6         | 10 de abril de 2025     | 10 de abril de 2025     | Netflix              |

### Primera temporada
- The National Anthem, (El Himno Nacional): El primer ministro Michael Callow se enfrenta a un impactante dilema cuando la princesa Susannah, miembro muy querido de la familia real, es secuestrada. El captor pide que el primer ministro mantenga relaciones sexuales con un cerdo en directo a cambio de la vida de la princesa.
- Fifteen Million Merits, (15 Millones de Méritos): Un mundo donde la gente gana méritos haciendo ejercicio para generar energía; los méritos se emplean para comprar comida, aseo y saltar anuncios publicitarios indeseados. En este entorno, la gente aspira a mejorar su vida usando sus talentos para el canto, o para la pornografía.
- The Entire History of You, (Toda tu historia): En un futuro cercano, todo el mundo tendrá acceso a un implante de memoria que grabe todo lo que los humanos hagan, vean y oigan.

### Segunda temporada
- Be Right Back, (Vuelvo enseguida): Después de enterarse de un nuevo servicio que permite a la gente estar en contacto con los muertos, Martha, solitaria y afligida, conecta con su difunto novio.
- White Bear, (Oso Blanco): Victoria se despierta y no puede recordar nada de su vida. Todo el mundo con el que se encuentra, se niega a comunicarse con ella.
- The Waldo Moment, (El momento Waldo): Un cómico fracasado que pone la voz a un oso de dibujos animados se ve arrastrado a la política cuando los ejecutivos quieren que el oso se presente como candidato.

### Episodio especial de Navidad
- White Christmas, (Blanca Navidad): En una base remota aislada por la nieve, dos hombres cuentan varias historias sobre estragos causados por la tecnología durante unas navidades.

### Tercera temporada
- Nosedive, (Caída en picado): Desesperada por aumentar su popularidad en las redes sociales, una mujer acude ilusionada a una boda de alto copete. Pero el viaje no sale como tenía previsto.
- Playtest: Un viajero estadounidense que anda mal de dinero se apunta a ser probador de un nuevo sistema de videojuegos. Pronto descubrirá que la ficción a veces es demasiado real.
- Shut Up and Dance, (Cállate y baila): Un virus ha hackeado el ordenador de un introvertido joven que debe enfrentar una terrible decisión: o sigue las órdenes que recibe por SMS o sus secretos más íntimos verán la luz.
- San Junipero: Costa de California, 1987. Una tímida joven y una chica alegre y extrovertida sellan un vínculo muy fuerte que parece desafiar las leyes del tiempo y del espacio.
- Men Against Fire, (Hombre contra el fuego [LA] / La ciencia de matar [CAST]): Después de su primera batalla con un esquivo enemigo, un soldado empieza a tener sensaciones extrañas y fallos técnicos muy raros.
- Hated in the Nation, (Odio nacional): Una periodista muere envuelta en polémica en las redes sociales. Al investigar, una veterana policía y su discípula, experta en tecnologías, descubren algo espantoso.

### Cuarta temporada
- USS Callister: El comandante Robert Daly dirige a su tripulación con sabiduría y coraje, pero una nueva recluta descubrirá que en la nave USS Callister no todo es lo que parece.
- Arkangel, (Arcángel): Una madre soltera preocupada por la seguridad de su hija decide implantarle un dispositivo de alta tecnología que monitoriza su localización. Y muchas otras cosas.
- Crocodile, (Cocodrilo): Mia es una arquitecta que debe guardar un terrible secreto mientras una investigadora de seguros examina los recuerdos de los testigos de un accidente.
- Hang the DJ: Cuando Frank y Amy se conocen gracias a un programa de citas que pone fecha de caducidad a las relaciones, pronto empiezan a cuestionarse la lógica del sistema.
- Metalhead (Cabeza de metal): En un almacén abandonado unos carroñeros en busca de víveres se topan con un implacable enemigo. Si quieren sobrevivir deberán escapar a través de un inhóspito páramo.
- Black Museum, (Museo negro): Una joven descubre en plena autopista un museo que contiene objetos criminológicos supuestamente auténticos... y que ofrece una perturbadora atracción principal.

### Película: Bandersnatch
El 27 de diciembre de 2018 Netflix anunció un largometraje interactivo titulado Black Mirror: Bandersnatch que se estrenó el 28 de diciembre del mismo año. Ambientada en 1984, la película sigue a Stefan, interpretado por Fionn Whitehead, un joven programador que comienza a cuestionar la realidad a medida que adapta una novela de fantasía en un videojuego y pronto se enfrenta a un desafío alucinante. La película también cuenta con Will Poulter, Craig Parkinson, Alice Lowe y Asim Chaudhry.

### Quinta temporada
En diciembre de 2017, cuando se le preguntó a Charlie Brooker y a la productora ejecutiva Annabel Jones sobre la posibilidad de realizar una quinta temporada de Black Mirror, dijeron: "Nos encantaría hacerlo". Netflix anunció la quinta temporada a través de sus redes sociales el 5 de marzo de 2018, aunque no anunció la fecha de lanzamiento ni el número de episodios. El 20 de marzo de 2018, en los Premios de la Royal Television Society en 2018 Brooker confirmó que la quinta temporada había comenzado a filmarse. Debido al lanzamiento de la película interactiva Black Mirror: Bandersnatch, Brooker tuvo que retrasar la producción de la quinta temporada. Sin embargo, Netflix informó que la temporada se estrenaría el 5 de junio de 2019. A mediados de mayo de 2019 se supo que la cantante y actriz Miley Cyrus formaría parte del reparto de la nueva temporada, estrenando el tráiler de la misma simultáneamente.
- Striking Vipers: Dos amigos de la universidad se reencuentran en la versión para realidad virtual de su videojuego favorito y las trasnoches juntos traen consecuencias inesperadas.
- Smithereens (Añicos): Un conductor londinense de viajes compartidos desencadena una crisis internacional cuando secuestra a un trabajador de una empresa de medios sociales.
- Rachel, Jack and Ashley Too (Rachel, Jack y Ashley Too): Una adolescente solitaria se obsesiona con una muñeca robótica inspirada en Ashley O, una estrella pop. Mientras tanto, la vida de la cantante comienza a descarrilarse.

### Sexta temporada
Disponible en Netflix desde el 15 de junio de 2023. En entrevistas, el creador Charlie Brooker compartió que usó el servicio de inteligencia artificial ChatGPT para crear un episodio del programa. El resultado no lo impresionó, pero el experimento tuvo un impacto significativo en la escritura de la nueva temporada.
- Joan Is Awful (Joan es horrible): Una mujer corriente descubre que un servicio de streaming ha convertido su vida (y sus secretos) en una serie dramática protagonizada por Salma Hayek.
- Loch Henry: Una pareja llega a un pueblo escocés semidesierto para grabar un documental sobre naturaleza. Pero todo cambia cuando deciden investigar un truculento suceso del pasado.
- Beyond the Sea: En un 1969 alternativo, dos astronautas en una arriesgada misión espacial de alta tecnología deben lidiar con las consecuencias de una tragedia inimaginable.
- Mazey Day: Una joven y problemática estrella de Hollywood hace lo imposible para escapar de los paparazzi mientras afronta las repercusiones de un atropello con fuga.
- Demon 79 (Demonio 79): Norte de Inglaterra, 1979. Una tímida dependienta se ve obligada a cometer actos horribles para evitar un desastre inminente.

### Séptima temporada
Disponible en Netflix desde el 10 de abril de 2025.
- Common People (Gente común): Un hombre decide salvar la vida de su mujer contratando a una empresa por la que debe pagar una suscripción mensual.
- Bête Noire: Una joven, que años atrás había sufrido bullying en la escuela, es contratada por una compañía en que trabaja una de sus excompañeras.
- Hotel Reverie: Una actriz es contratada para entrar virtualmente al set de una película antigua, con el fin de realizar una nueva versión para una plataforma de streaming.
- Plaything (Juguetes): Cameron, un ex periodista obsesionado con un videojuego de los 90 creado por Colin Ritman, confiesa a la policía su conexión con un caso de asesinato.
- Eulogy: Un hombre enfrenta la noticia de la muerte de una exnovia gracias a una empresa que crea homenajes digitales interactivos para personas fallecidas usando inteligencia artificial.
- USS Callister: Into Infinity: Secuela del episodio original "USS Callister". La tripulación digital vive nuevas aventuras en un universo expandido y enfrenta una amenaza que pone en juego su libertad.

## Premios y nominaciones
En noviembre de 2012 Black Mirror ganó el Premio Emmy Internacional en la categoría de mejor película para televisión / miniserie. En 2014, tuvo sus primeras nominaciones a los premios entregados por la Academia Británica de las Artes Cinematográficas y de la Televisión, que ganaría en 2017 y 2018 por Mejor diseño de maquillaje y peluquería y Efectos especiales, visuales y gráficos respectivamente. También en 2018, el episodio Joel Collins (Episodio: «USS Callister») ganó el premio a la Excelencia en el diseño de producción de una película para televisión o una serie limitada entregado por los Premios ADG a la Excelencia en el Diseño de Producción. En 2020, recibió su última nominación a los Casting Society of America, Rondo Hatton Classic Horror Awards, entre otros.